# 神戶大學校友列表
这是一份不完整的神戶大學知名校友列表，收录了包括日本首相、諾貝爾獎得主、政商界领袖、宗教領袖等許多杰出校友。

## 学界
- 石井淳蔵 - 神戶大学教授、日本商業学会（Japan Society of Marketing and Distribution）会長
- 出井文男 - 神戶大学教授、（International Economics and Finance Society Japan）会長
- 置塩信雄 - 神戶大学名誉教授、理論・計量経済学会（現日本経済学会・Japanese Economic Association）原会長
- 三木谷良一 - 神戶大学名誉教授、日本金融学会（Japan Society of Monetary Economics）原会長
- 池本清 - 神戶大学名誉教授、日本国際経済学会（Japan Society of International Economics）顧問
- 新野幸次郎 - 原神戶大学学長、日本経済政策学会（Japan Economic Policy Association）元会長
- 村田晃嗣 - 政治学者、同志社大学助教授。法学研究科博士課程修了。
- 保田茂 - 神戶大学名誉教授
- 脇田晴子 - 日本中世史、文化功労者、滋賀県立大名誉教授
- 一海知義 - 神戶大学名誉教授
- 二木雄策- 神戶大經營學研究科教授，經濟學家

### 世界級學者
- 置盐信雄 - 已故的諾貝爾經濟學獎候選人
- 西塚泰美 - 原神戶大学校長，1989年沃爾夫醫學獎、1994年拉斯克基礎醫學研究獎得主
- 山中伸弥 - 神戶大學醫學院畢業，成体干细胞研究的先驱，2012年诺贝尔生理学或医学奖得主

## 政界
- 宇野宗佑 - 第75届日本首相（PRIME MINISTER）
- 河本敏夫 - 元衆議院議員、元郵政大臣・通商産業大臣・経済企画庁長官、元自由民主党政務調査会長
- 加藤六月 - 政治家、元農林水産大臣
- 江田三郎 - 政治家、元日本社会党書記長、代理委員長。
- 高市早苗 - 政治家、衆議院議員。
- 前田房之助 - 政治家、逓信・運輸通信各政務次官、民政党政調会長・総務を歴任。

## 金融界
- 出光佐三：出光興産（Idemitsu Kosan Co.,Ltd.）創業。神戶高等商業学校卒。
- 高畑誠一：日商（日商岩井・Nissho Iwai Corp.)、現在的双日(Sojitz Corp.）創設者。神戶高商毕业。
- 江崎勝久：江崎グリコ（EZAKI GLICO CO.,LTD）代表取締役社長
- 鳥井信一郎：三得利（SUNTORY）元代表取締役会長
- 中西公:JCB代表取締役社長
- 刺賀信雄：日本板硝子（Nippon Sheet Glass Co.,Ltd.）元会長
- 渡部賢一：野村證券元代表取締役社長
- 高﨑正弘：三井住友銀行（SMBC/Sumitomo Mitsui Banking Corporation）特別顧問
- 龍野富雄：丸紅（Marubeni Corp.）元代表取締役社長
- 小庭正一郎：三菱商事（Mitsubishi Corp.）元顧問
- 谷井昭雄:Panasonic元代表取締役社長
- 直野徳：住友商事（Sumitomo Corp.）特別顧問
- 大西和男：住友林業（Sumitomo Forestry Co.,Ltd.）
- 元取締役社長
- 辻源太郎:トヨタ自動車（TOYOTA MOTOR CORPORATION） 元相談役
- 瀬古由郎：住友銀行（Sumitomo Mitsui Banking Corporation）元取締役、日本電気元特別顧問
- 森口隆宏:CEO・JP Morgan Securities Japan Co.,Ex-CEO・Union Bank of California、東京三菱銀行（Bank of Tokyo-Mitsubishi）副頭取
- 三宅明  :三井生命保険（Mitsui Life Insurance Company）元社長
- 荻原栄四雄：三井物産（Mitsui Corp.）元顧問
- 三好俊夫：松下電工（Matsushita Electric Works）元代表取締役社長、日経連元副会長
- 吉利和夫：塩野義製薬（Shionogi & Co.,Ltd.）元社長
- 三野重和：大阪工業会（元大阪商工会議所）元会長、日本産業機械工業会元会長、クボタ（Kubota）元相談役
- 植田三男：日商岩井（Nissho Iwai Corp.）元社長
- 日比野哲三:ニチメン（Nichimen Corp.）元会長
- 徳末和夫：帝人（TEIJIN,Ltd.）元相談役
- 浅井啓三：日本生命（Nippon Life Insurance Company）元顧問
- 永井幸太郎：日商岩井（Nissho Iwai Corp.）元相談役、　貿易庁（現経産省・Ministry of Economy, Trade and Industry=METI）長官
- 花井正八:トヨタ自動車（TOYOTA MOTOR CORPORATION） 元顧問、日経連元副会長
- 今井重義：川崎重工業（Kawasaki Heavy Industries, Ltd.）元顧問
- 亀高素吉：神戶製鋼所（KOBE STEEL,LTD.）元取締役社長
- 横井雍  :住友ゴム工業（Sumitomo Rubber Industries.Ltd.）元相談役
- 淺井孝二：三井住友銀行（Sumitomo Mitsui Banking Corp.）元相談役
- 山本弘  :元住総 取締役社長、三菱信託銀行（Mitsubishi Trust&Banking Corp.）元副社長
- 伊藤英吉：伊藤忠商事（ITOCHU Corp.）特別顧問
- 佐藤道生：日本ビジネステレビジョン (Japan Business Television,Inc.)元代表取締役社長、伊藤忠商事（ITOCHU Corp.）元副社長
- 伊藤恭一：東洋紡績（TOYOBO CO.,LTD.）元相談役、伊藤忠兵衛家（ITOCHU Corp.）当主
- 山根寛作：中国電力（The Chugoku Electric Power Co.,Inc.）元社長、中国経済連合会 元会長
- 村上武雄：東京瓦斯（TOKYO GAS Co,Ltd.）元社長
- 山本雅俊:デュポンジャパン（Du Pont Japan）元社長、福井県副知事
- 大谷一二：東洋紡績（TOYOBO CO.,LTD.）、名誉顧問、関西経済連合会顧問
- 岡田俊一:チッソ（CHISSO CORP.）代表取締役社長
- 番尚志  :三菱倉庫（Mitsubishi Logistics Corp.）代表取締役社長
- 西久保慎一:スカイマークエアラインズ（Skymark Airlines Co., Ltd.）代表取締役社長
- 赤井 紀男：日立マクセル（Hitachi Maxell）執行役社長
- 玉井英二：住友クレジットサービス(現三井住友カードSumitomo Mitsui Card Co., Ltd.相談役、三井住友銀行（Sumitomo Mitsui Banking Corp.）元副頭取
- 岡本好央：住信基礎研究所（STB Research Institute Co.,LTD.）社長、住友信託銀行（Sumitomo Trust&Banking Corp.）元副社長
- 水野勝  :ディレクトフォース　代表理事・代表世話人、丸紅（Marubeni Corp.）元副社長
- 紀野和夫：三井住友海上アセットマネジメント（Sumitomo Mitsui Asset Management Company, Ltd.）元社長
- 山登英臣：住友大阪セメント（Sumitomo Osaka Cement Co.,Ltd）元社長
- 土橋芳邦:クボタ（Kubota）元社長
- 岩崎正視:トヨタ自動車（TOYOTA MOTOR CORPORATION）元相談役、名城大学理事長
- 信岡正章：三井ダイレクト損害保険（Mitsui Direct General Insurance Company,Ltd.）元社長
- 牧野健三：住友金属エレクトロデバイス（Sumitomo Metal Electronics Devices Inc.）元社長
- 田中昌弘:トーア紡（TOABO Corp.）社長
- 藤島久則：日本オンライン証券（現カブドットコム証券・kabu.com Securities Co.,Ltd.）元社長
- 稲葉昭典:ポニーキャニオン (PONYCANYON INC.)元社長
- 井上昌俊：伊藤忠インシュアランス・ブローカーズ (ITOCHU Insurance Brokers Co.,Ltd)元社長、日本保険仲立人協会（Insurance Brokers Association of Japan）元会長
- 椿本説三：椿本链条（TSUBAKIMOTO CHAIN CO.）元社長
- 乾勲  :ガンバ大阪（Gamba Osaka Co.,Ltd）前代表取締役社長
- 野田道雄：日新火災海上保険（Nisshin Fire & Marine Insurance Co.,Ltd.）代表取締役社長
- 越後正一：伊藤忠商事（ITOCHU Corp.）元代表取締役社長
- 村瀬正信：日本板硝子（Nippon Sheet Glass Co.,Ltd.）特別顧問
- 上田将雄：川崎重工業（Kawasaki Heavy Industries,Ltd.）相談役
- 久留島和太：鐘紡（現・カネボウ・Kanebo Trinity Holdings,Ltd.）名誉顧問
- 倉田善次郎：大林組（OBAYASHI CORP.）顧問
- 太田正元：三井金属（Mitsui Mining and Smelting Co.,Ltd.）名誉顧問
- 高木盛久：日本テレビ（Nippon Television Network Corp.）元代表取締役社長・最高顧問
- 市川忍  :丸紅（Marubeni Corp.）元代表取締役社長
- 長尾輝夫：武田薬品工業（Takeda Pharmaceutical Company,Ltd.）顧問
- 高井恒昌：千趣会（Senshukai Co.,Ltd.）元代表取締役社長
- 沼波文雄：日本毛織（THE JAPAN WOOL TEXTILE CO.,Ltd.）名誉顧問
- 菱川文博:コナミ（KONAMI CORPORATION）名誉会長
- 森田武：三井鉱山（MITSUI MINING. CO.,LTD.）顧問
- 白羽三雄：日本毛織（THE JAPAN WOOL TEXTILE CO.,Ltd.）元代表取締役社長
- 藪和也：三菱電機（Mitsubishi Electric Corp.）顧問
- 渡辺勝：毎日新聞社（THE MAINICHI NEWSPAPERS）顧問
- 森治樹：資生堂（SHISEIDO）元代表取締役社長
- 浦井和男：三井物産（Mitsui Corp.）元会長
- 大橋忠晴：川崎重工業（Kawasaki Heavy Industries,Ltd.）社長
- 和田恒輔：富士電機製造（現富士通・FUJITSU）元代表取締役社長
- 村瀬逸三：日本損害保険協会元会長 三井海上火災（現三井住友海上火災保険・Mitsui Sumitomo Insurance Co.,Ltd.）元代表取締役社長
- 鈴木祥枝：東京海上火災（Tokio Marine Fire Insurance Co.,Ltd.，現東京海上日動火災保険）元代表取締役社長
- 真期悠紀夫:クレディ・スイス（Credit Suisse）信託銀行社長
- 髙木洋一：元・ネッツトヨタ東京代表取締役社長、現・ネッツトヨタ中部代表取締役社長
- 三好一彦：元阪神虎（HANSHIN Tigers）代表取締役社長
- 坂井信也：阪神電気鐵道代表取締役社長、阪急阪神控股公司代表取締役
- 宮崎恒彰：阪神虎代表取締役社長
- 海部八郎：元日商岩井（Nissho Iwai Corp.）副社長、ダグラス・グラマン事件

## 文學界
- 柳廣司：神戶大學法學部，日本知名間諜小說系列《D機關》作者

## 藝術界
- 王少飛：畫家，神戶大學教育學研究科碩士，新中國繪畫藝術最高榮譽獎，作品《高高太陽》刷新水墨畫世界紀錄。

## 台灣留學生
- 鄧學良：神戶大學經濟博士，國立中山大學亞太所教授、財團法人中華勞資事務基金會董事長
- 郭婉容：神戶大學經濟博士，前台灣經建會主任委員、中央銀行副總裁、財政部部長
- 李勝彥：神戶大學經濟博士，前台灣銀行總經理，前輸出入銀行總經理
- 游仲勳：神戶大學經濟博士，前亞洲經濟研究所所長，日本華僑華人學會首位會長
- 廖大穎：神戶大學法學博士，國立中興大學法律系教授
- 林國全：神戶大學法學博士，國立政治大學法律系教授
- 陳運財：神戶大學法學博士，國立成功大學法律系教授
- 高得潤：神戶大學法學博士，東海大學法律系副教授
- 賴源河：神戶大學法學博士，政大法學院院長，奇力新電子董事長
- 邱駿彥：神戶大學法學博士，中國文化大學法律系教授
- 王萱琳：神戶大學法學博士，中國文化大學法律系副教授
- 黃仁安：神戶大學法研所，世聯倉運董事長、台大傑出校友
- 詹廖明義：神戶大學醫學博士，中華民國麻醉醫學會總秘書長
- 周湘台：神戶大學醫學博士，中華民國心臟學會副秘書長、監事，台灣知名心臟科權威
- 蔡麗雪：神戶大學醫學博士，國科會生物處委員，台北醫學大學教授
- 徐澄清：神戶大學醫學博士，成大醫學院教授、台大醫學院教授兼任主治大夫，專長：老人重大精神疾病、遲緩兒